# Brevet de technicien supérieur - Banque
Créé en 2001 par le Ministère de l'Éducation nationale, en collaboration avec la profession bancaire pour répondre au besoin des banques en termes de recrutement pour les années à venir, le BTS Banque comporte deux options : 
- marché des particuliers
- marché des professionnels.

## Contenu de la formation
Le BTS Banque comporte un enseignement général et technique.
Enseignement général
- Culture générale et expression - coefficient 3
- Économie générale et d'entreprise - coefficient 2
- Économie monétaire et bancaire - coefficient 3
- Langue vivantes écrit et oral - coefficient 1.5 + 1.5

Enseignement technique
- Technique bancaire coefficient 6
- Gestion de la clientèle et communication professionnelle écrit et oral - coefficient 1.5 + 1.5
- Conduite et présentation d’activités professionnelles - coefficient 3

- Certification professionnelle - coefficient 1 (option facultative proposé depuis 2011 validant les connaissances de bases aux yeux de l' Autorité des marchés financiers et nécessaire à l'occupation d'un poste de chargé de clientèle)

Ce diplôme peut être passé en formation initiale sous statut scolaire ou en alternance.
Il peut également être passé en formation continue par des jeunes titulaires d'un BTS ou d'un DUT commercial, lorsqu'ils sont déjà embauchés dans une banque. Ils sont alors préparés, en un an, aux métiers de chargé de clientèle particuliers et/ou de chargé de clientèle professionnels.
Les étudiants de BTS Banque en formation initiale devront effectuer un stage d'une durée totale de 12 semaines réparties généralement en 2 périodes 6 semaines entre la Première et la Deuxième année.